# Astragalus grahamianus
Astragalus grahamianus är en ärtväxtart som beskrevs av George Bentham. Astragalus grahamianus ingår i släktet vedlar, och familjen ärtväxter. Inga underarter finns listade i Catalogue of Life.